# Axel B. Svensson
Axel Bernhard Svensson, känd som Axel B. Svensson, född 2 februari 1879 i Våxtorps församling i Hallands län, död 14 september 1967 i Västerleds församling i Stockholm, var en svensk predikant och kristen publicist, grundare och ledare för Missionssällskapet Bibeltrogna Vänner samt redaktör för tidskriften Nya Väktaren.

## Biografi
Axel B. Svensson växte upp i ett hem präglat av "gammaldags läsarkristendom". Hans far var en lantbrukare som efter ett borgensåtagande tvingats lämna sin gård och som sedan verkade som diversehandlare. Efter konfirmationen gick Svensson till sjöss under något år men utbildade sig sedan till folkskollärare. Han avlade examen i Växjö 1901 och var sedan folkskollarare i Forserum 1901–1905. 1902 fick han sin kristna kallelse och började predika på sin fritid. Han var 1906–1911 förste predikant vid Betlehemskyrkan i Stockholm, knuten till Evangeliska fosterlandsstiftelsen (EFS). År 1907 startade han tidskriften Nya Väktaren, som han redigerade fram till sin död nära 60 år senare.
Svensson betraktade bibeln i alla avseenden som Guds ord, och riktade skarp kritik mot dem med avvikande åsikter. Detta drabbade i synnerhet Adolf Kolmodin, en person som i många år verkat som lärare och föreståndare för EFS missionsskola Johannelund och som dessutom var extra ordinarie professor i exegetik vid Uppsala universitet. Kolmodin menade att man inte "får sätta likhetstecken mellan allt i gamla testamentet och Guds ord" och visade till att Jesus utövade en vittgående kritik av den mosaiska lagstiftningen. Nyare forskning har visat att skiljaktig syn på Svenska kyrkan och en motvilja mot centralstyre också bidrog till konflikten. Svensson och hans anhängare organiserade sig våren 1910 som "Evangeliska fosterlandsstiftelsens bibeltrogna vänner" (EFSBV), anklagade EFS styrelse för att ha lämnat "den gamla bibelsynen" och startade även egen insamlings- och predikoverksamhet,  något som inte accepterades av majoriteten av EFS årskonferensrepresentanter. Vid årskonferensen 1911 beslöts i stället att för kommande konferenser skulle de som veterligt tillhörde EFSBV inte ha rösträtt. Medlemmarna av EFSBV uppfattade detta som en uteslutning och bildade 17 juni 1911 det från EFS fristående "Missionssällskapet Bibeltrogna Vänner" (BV).
Svensson hade rollen som styrelseledamot och sekreterare i EFSBV och dess fortsättning Missionssällskapet Bibeltrogna Vänner 1910–1929. Från 1930 var han organisationens ordförande. 
Han stod hela livet fast vid den ställning han på 1910-talet intagit ifråga om bibelsyn och rättfärdiggörelse. Däremot förändrades hans kyrkosyn i flera steg, från stark kritik till inkännande och ansvarstagande. Hans organiserande av en namninsaming bland Sveriges präster i kritik mot liberalteologi fick ett mycket stort gensvar och han fick positiva kontakter med präster över hela landet. Från 1930-talets slut förändrades på så sätt hans ställningstagande och han tog ett ökat konstruktivt ansvar för Svenska kyrkan. Han valdes in som ledamot av alla kyrkomöten under 1950-talet och hans insats där på olika områden, bl.a. vad gäller kyrkans rättsliga ställning och organisation, har karaktäriserats som på flera sätt ”före sin tid”.  Som opinionsbildare och debattör var han hela livet mycket aktiv och uppmärksammad. Vid kyrkomötena 1957 och 1958 hörde han till dem som tog avstånd från införandet av kvinnliga präster i Svenska kyrkan. Han engagerade sig därefter i bildandet av samarbetsrådet Kyrklig Samling kring Bibeln och bekännelsen i nära samverkan med biskop Bo Giertz
Svensson hade en omfattande publicistisk verksamhet. Han skrev och redigerade den egna tidskriften Nya Väktaren, gav ut predikosamlingar och uppbyggelseskrifter men också böcker om Etiopien, där Bibeltrogna vänner hade missionsverksamhet, och en levnadsteckning över Martin Boos.
Av anhängare har Svensson betecknats som en kritisk röst i kyrkan mot ”all gudsförnekelse, all otro, all bibelkritik och rationalism, all andlig slöhet och likgiltighet, all klerikalism och hierarki samt allt köttsligt partisinne”.
Axel B. Svensson var svärfar till Fritz Wiesel. Han är begravd på Bromma kyrkogård.